# Quinte West
Quinte West är en kommun (city) i Kanada.   Den ligger i provinsen Ontario, i den sydöstra delen av landet, 200 km sydväst om huvudstaden Ottawa. Quinte West ligger 130 meter över havet och antalet invånare är 42 697.